# Sandra Pereira
Sandra Maria de Brito Pereira (ur. 18 lutego 1977 w Seia) – portugalska polityk i lingwistka, posłanka do Parlamentu Europejskiego IX kadencji.

## Życiorys
Z wykształcenia językoznawczyni, podjęła pracę w centrum lingwistyki na Uniwersytecie Lizbońskim. Została też przewodniczącą organizacji naukowej Associação dos Bolseiros de Investigação Científica. Działaczka Portugalskiej Partii Komunistycznej z Lizbony. W 2019 otrzymała drugie miejsce na współtworzonej przez komunistów liście Unitarnej Koalicji Demokratycznej w wyborach europejskich. W wyniku głosowania z maja 2019 uzyskała mandat posłanki do Europarlamentu IX kadencji.